# ارکیده ریشوی ماسه‌ای
ارکیده ریشوی ماسه‌ای (نام علمی: Calochilus ammobius) نام یک گونه از سرده ارکیده‌های ریشو است.